# Grönauer Heide, Grönauer Moor und Blankensee
Grönauer Heide, Grönauer Moor und Blankensee ist ein Naturschutzgebiet in der schleswig-holsteinischen Hansestadt Lübeck und den Gemeinden Groß Grönau und Groß Sarau im Kreis Herzogtum Lauenburg.

## Allgemeines
Das rund 367 Hektar große Naturschutzgebiet ist mit der Nummer 201 in das Verzeichnis der Naturschutzgebiete des Ministeriums für Landwirtschaft, Umwelt und ländliche Räume eingetragen. Es wurde 2006 ausgewiesen (Datum der Verordnung: 19. Juli 2006), damals mit einer Größe von 354 Hektar, und 2013 um einen Teil des „Schönen Dreiecks“ erweitert (Datum der Verordnung: 16. April 2013). Den größten Teil des Naturschutzgebiets bildet das 345,39 Hektar große, gleichnamige FFH-Gebiet. Ein 195 Hektar großer Teil ist zusätzlich als EU-Vogelschutzgebiet „Grönauer Heide“ ausgewiesen. Ein kleiner Teil des Naturschutzgebietes im Osten und Süden liegt innerhalb des Naturparks Lauenburgische Seen. Zuständige untere Naturschutzbehörden sind die Stadt Lübeck und der Kreis Herzogtum Lauenburg.
Der Südteil des Naturschutzgebietes wird vom Bereich Stadtwald der Hansestadt Lübeck betreut. Eine 31 Hektar große Fläche des Naturschutzgebietes im „Schönen Dreieck“ zwischen dem Flughafen Lübeck-Blankensee, dem Lübecker Ortsteil Blankensee und dem Blankensee gehört der Stiftung Grönauer Heide, eine Gründung der Naturschutzverbände BUND, NABU und des Landesnaturschutzverbands unter dem Dach der Stiftung Naturschutz Schleswig-Holstein, die 2008 aus einer Mediationsvereinbarung zwischen Flughafen, Stadt Lübeck und Naturschutzverbänden hervorgegangen ist.

## Beschreibung

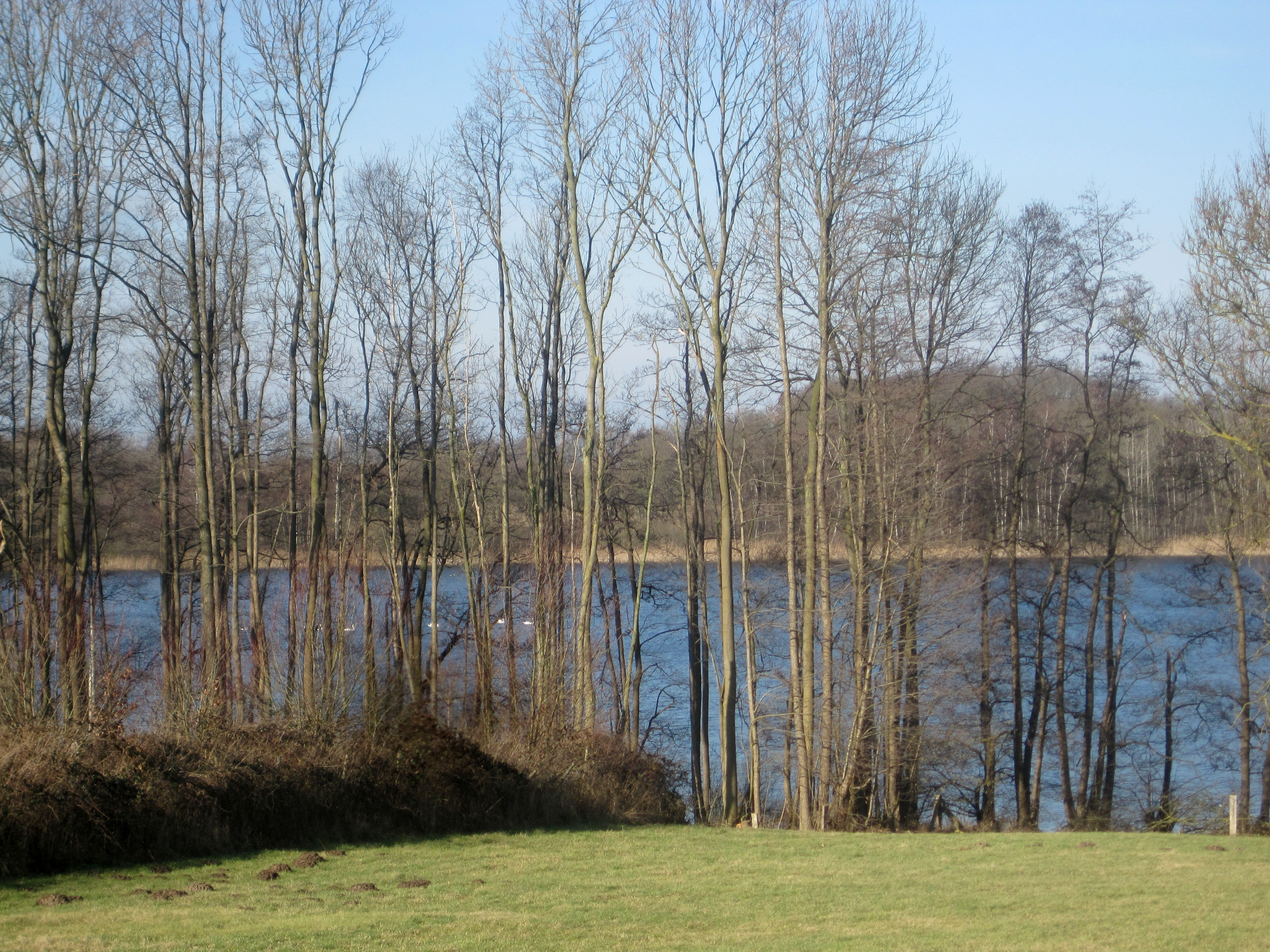
Blick von Osten auf den Blankensee

Das Naturschutzgebiet liegt am Rand des Grünen Bandes im Süden von Lübeck (Stadtteil St. Jürgen) zwischen Lübeck-Blankensee, Groß Grönau und Sankt Hubertus. Es umschließt den Flughafen Blankensee im Norden, Osten und Süden. Nach Osten schließt sich jenseits der zur Landesstraße 331 herabgestuften alten Bundesstraße 207 in Groß Grönau das Naturschutzgebiet „Wakenitz“ an. Das Naturschutzgebiet umfasst die teilweise auf Binnendünen am Rand der Wakenitzniederung und des Lübecker Beckens liegenden Flächen der Grönauer Heide, die früher als Übungsfläche von Bundespolizei und Bundeswehr genutzt wurde, des Grönauer Moores mit Randbereichen und den Blankensee mit seiner vermoorten Zuflussrinne sowie den Blankenseebach bis zur Landesstraße 331. Darüber hinaus sind Pufferzonen in das Naturschutzgebiet mit einbezogen. Die Flächen der Grönauer Heide waren bis ins 14. Jahrhundert vollständig bewaldet. Im Spätmittelalter wurden die Wälder gerodet und die Flächen teilweise bewirtschaftet. Die immer wieder auch ungenutzten Bereiche wurden von Heide eingenommen.
Im Naturschutzgebiet sind verschiedene, überwiegend nährstoffarme Biotopkomplexe zu finden. So kommen trockene Heideflächen, die teilweise verbuscht und bewaldet sind, mit Besenheide und Ginster vor sowie feuchte Bereiche mit Glockenheide. Auf Mager- und Trockenrasenflächen sind Silbergras und Straußgräser zu finden. Weiterhin kommen Borstgrasrasen mit Vorkommen von Kreuzblume und Heidenelke vor. Daneben sind vegetationsfreie Flächen zu finden. Die vermoorten Bereiche werden vielfach von Pfeifengräsern und Schwingrasen sowie Moorwäldern eingenommen. Entlang dem Blankenseebach und an Waldsäumen sind Hochstaudenfluren zu finden. Die als Pufferzonen in das Naturschutzgebiet einbezogenen Flächen werden teilweise als Acker und Grünland landwirtschaftlich genutzt. Flächen im Süden des Naturschutzgebietes werden zur Pflege mit Schafen beweidet.
Das Naturschutzgebiet, das als einer der artenreichsten Lebensräume in Schleswig-Holstein gilt, ist u. a. Heimat zahlreicher Vogelarten, darunter Brachpieper, Ziegenmelker, Neuntöter, Heide- und Feldlerche, Sperbergrasmücke, Wachtelkönig, Mittelspecht, Wespenbussard, Schilfrohrsänger, Wachtel und Grauammer. Weiterhin sind Fledermäuse wie Abendsegler, Rauhautfledermaus, Braunes Langohr und Zwergfledermaus sowie Amphibien wie Moorfrosch, Knoblauchkröte, Kreuz- und Wechselkröte, Laubfrosch sowie Bergmolch zu finden. Von Bedeutung sind auch Vorkommen des Kammmolchs. Auch Zauneidechse und Fischotter wurden im Gebiet nachgewiesen.
Im südlichen Teil des Naturschutzgebietes befinden sich einige Wander- und Reitwege. Der nördliche Teil des Naturschutzgebietes ist nicht zugänglich. Er dient als Rückzugsraum für Flora und Fauna.